# Scratch (język programowania)
Scratch – interpretowany wizualny język programowania. Został zaprojektowany przez Mitchela Resnicka (m.in. pomysłodawcę serii zabawek Lego Mindstorms i twórcę języka StarLogo), jest rozwijany przez zespół pracujący w Lifelong Kindergarten Group w MIT Media Lab.

## Nazwa programu
Nazwa języka wywodzi się z turntablizmu, czyli techniki miksowania muzyki (tworzenia tzw. skreczy) przez hip-hopowych didżejów.

## O Scratchu

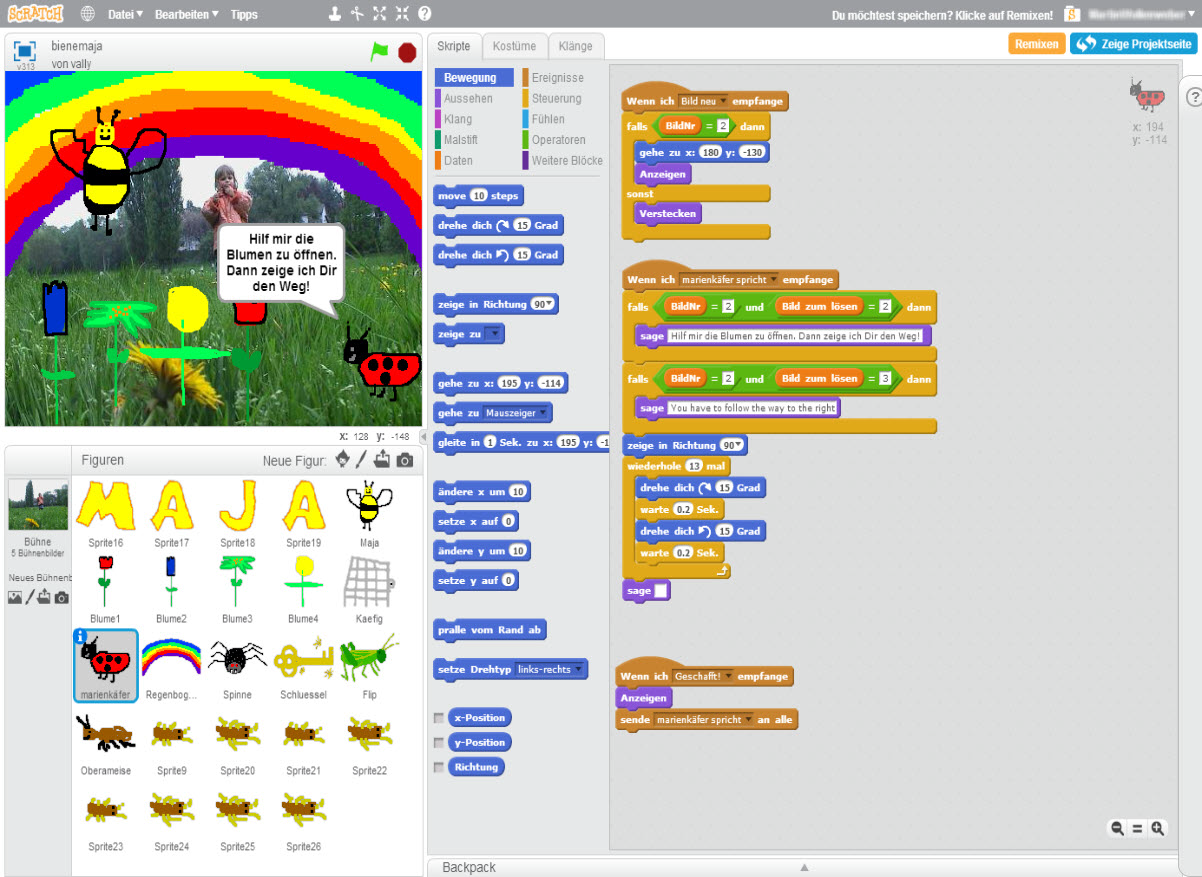
Przykładowe okno z projektem w wersji 2.0

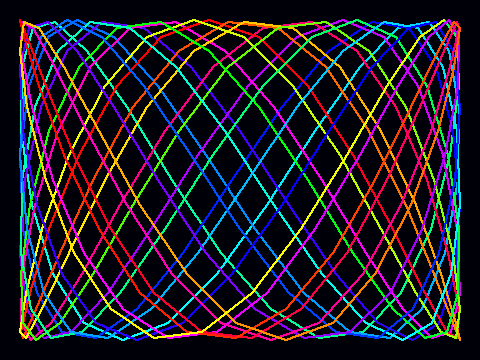
Efekt działania programu: figura Lissajous

Scratch to edukacyjny język wizualny, stworzony jako środek do nauczania dzieci i młodzieży (od 8 lat wzwyż) podstaw programowania komputerów oraz środowisko programistyczne służące do tworzenia i uruchamiania programów w tym języku. Scratch umożliwia tworzenie interaktywnych historyjek, animacji, gier, muzyki. Programowanie odbywa się w sposób wizualny – elementy języka mają kształt puzzli, a poprzez przeciąganie mogą być układane w określonym porządku. W ten sposób tworzy się kod przypisany określonemu obiektowi. Obiekty mogą reagować na zdarzenia zewnętrzne. Wygląd postaci przypisanych do obiektów można wybierać z zasobnika, tworzyć lub importować z zewnątrz.
Scratch to także społecznościowy serwis, pozwalający na umieszczanie stworzonych w tym języku programów, dyskutowanie o nich oraz oglądanie i „remiksowanie” (edytowanie) prac stworzonych przez innych użytkowników tego serwisu.
Na podstawie otwartego kodu źródłowego wersji 1.4 zbudowano pochodne Scratch, wprowadzające zwykle dodatkowe bloki lub zmiany w interfejsie użytkownika. Niektóre pochodne, jak np. Snap!, wprowadzają bardziej znaczące zmiany do podstaw języka: funkcje pierwszoklasowe, pierwszoklasowe listy (oraz listy list), czy w pełni obiektowy paradygmat programowania umożliwiający definiowanie klas i stosowanie dziedziczenia.
Pochodna języka Scratch pod nazwą Catrobat pozwala na programowanie wizualne za pomocą urządzenia z systemem Android. Aplikacja Pocket Code umożliwia tworzenie, pobieranie i publikowanie kodu Catrobat. Catrobat i Pocket Code są programami wydanymi na licencji open source.

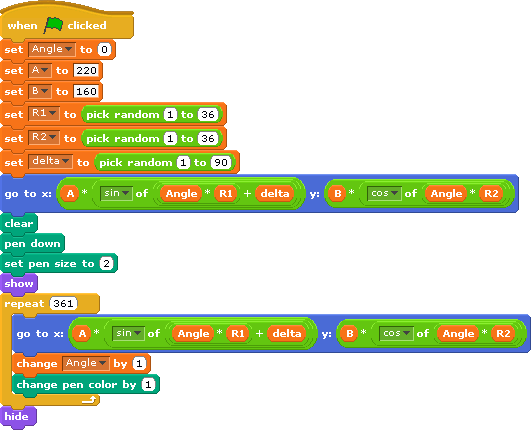
Kod programu

## Scratch 2.0
W wersji 2.0 oprócz udoskonaleń dodano możliwość tworzenia procedur zwanych blokami (procedury jednak nie są typem pierwszoklasowym). Dostępna jest wersja działająca w przeglądarce internetowej w połączeniu z MIT i wersja działająca w trybie offline (Scratch 2 Offline Editor, wersja beta). Scratch 2.0 obsługuje zestaw operacji na plikach zdefiniowany w Extension Protocol, eksperymentalnym rozszerzeniu pozwalającym na komunikację Scratch’a z innymi programami. Rozszerzenie to pozwala także na komunikację z urządzeniami, np. Lego Mindstorms lub Arduino.

## Scratch 3.0
Scratch 3.0 został ogłoszony w 2016 roku. Wersja beta aktualizacji Scratch 3.0 została wydana 1 sierpnia 2018 r., zastępując pre-beta „preview” i jest dostępna do użytku w większości przeglądarek, z wyjątkiem Internet Explorer. Pierwsza oficjalna wersja została wydana 2 stycznia 2019 r. Nazwa Scratch Offline w wersji 3.0 została zmieniona na Scratch Desktop.

## Popularność
Scratch w 2025 roku to jeden z najpopularniejszych języków programowania (wg rankingu TIOBE z marca 2025 roku pozycja 12). Istnieje konwerter online pozwalający na tworzenie aplikacji na system operacyjny Android. W oparciu o Scratcha stworzono część scenariuszy ogólnopolskiego programu edukacyjnego #SuperKoderzy, prowadzonego przez Fundację Orange w szkołach podstawowych.

## Cenzura w innych krajach
W sierpniu 2020 r. GreatFire ogłosił, że chiński rząd zablokował dostęp do strony internetowej Scratch. W tamtym czasie szacowano, że korzystało z niej ponad trzy miliony osób w Chinach. Punkt sprzedaży przytoczył fakt, że Makau, Hongkong i Tajwan były wymienione jako kraje na stronie internetowej.